# Liste der Amphibien Japans
Die Amphibien Japans umfassen über 100 Arten, darunter mindestens 51 Arten von Froschlurchen und 49 Arten von Schwanzlurchen, jedoch keine Schleichenlurche. Innerhalb der Schwanzlurche ist die Gattung Hynobius mit 37 Arten besonders stark vertreten. Vier dieser Hynobius-Arten sowie Onychodactylus tsukubaensis werden auf der Roten Liste gefährdeter Amphibien Japans von 2020 als vom Aussterben bedroht eingestuft. Dagegen sind einige Amphibien wie der Glatte Krallenfrosch eingeschleppte und teils invasive Arten wie die Aga-Kröte und vor allem der Nordamerikanische Ochsenfrosch. Diese stellen insbesondere auf den südlichen Ryūkyū-Inseln, die zahlreiche seltene Tier- und Pflanzenarten beheimaten, eine Bedrohung für die einheimische Fauna dar. Die größte Amphibienart Japans und nach dem Chinesischen Riesensalamander zweitgrößte der Welt ist der Japanische Riesensalamander mit einer Körperlänge von bis zu 1,5 m.
Im Folgenden sind die in Japan vorkommenden Amphibien nach Systematik sortiert gelistet. Angegeben wird von der Ordnung bis zur Art jeweils der gewöhnliche Name (falls vorhanden) und Taxon sowie Autor und Jahr der Erstbeschreibung. Dabei bedeuten die eingeklammerten Autorennamen nach allgemeiner Konvention, dass die Erstbeschreibung ursprünglich unter einem anderen Taxon geschah.

## Ordnung:Froschlurche(Anura)

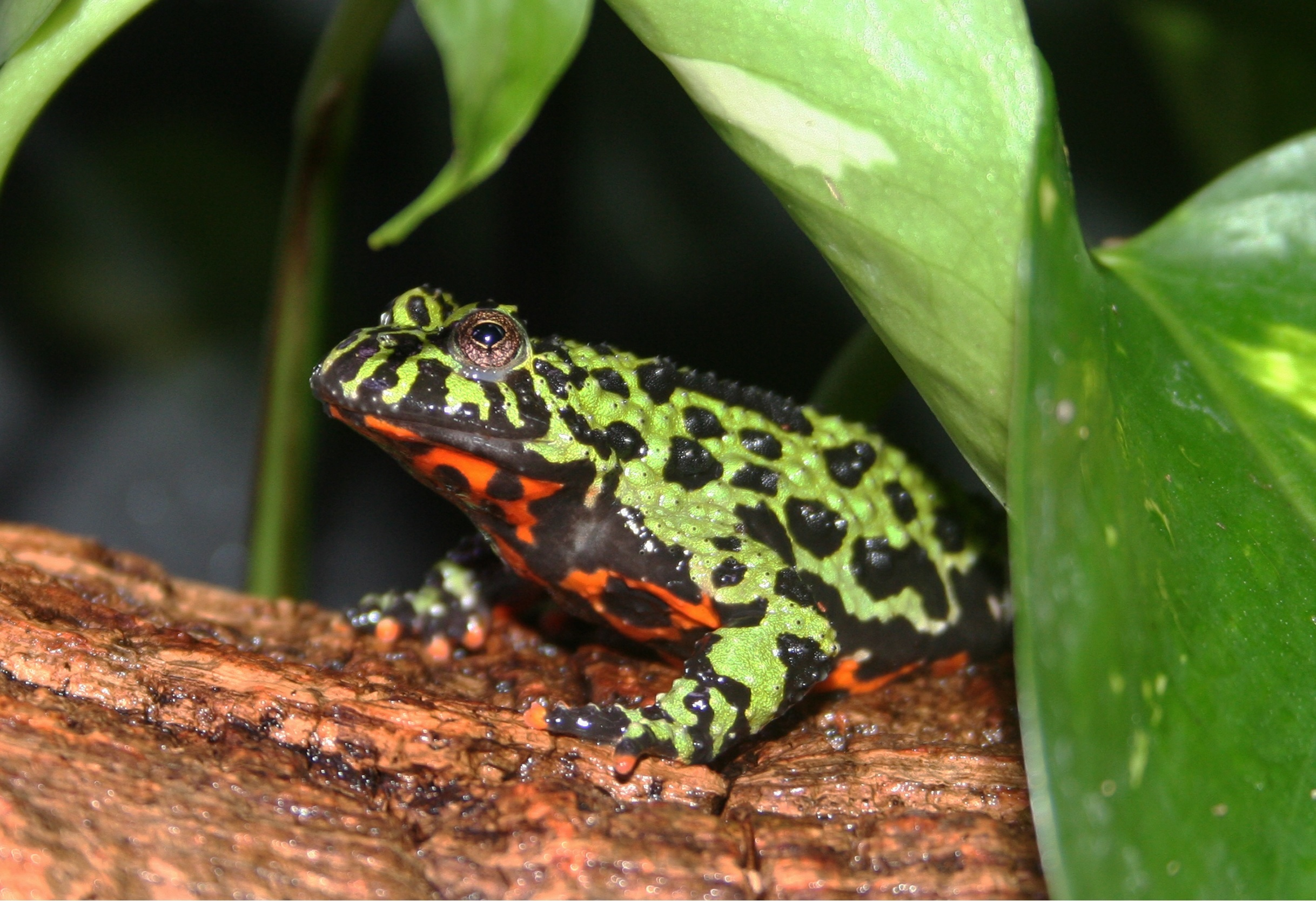
Chinesische Rotbauchunke
(Bombina orientalis)

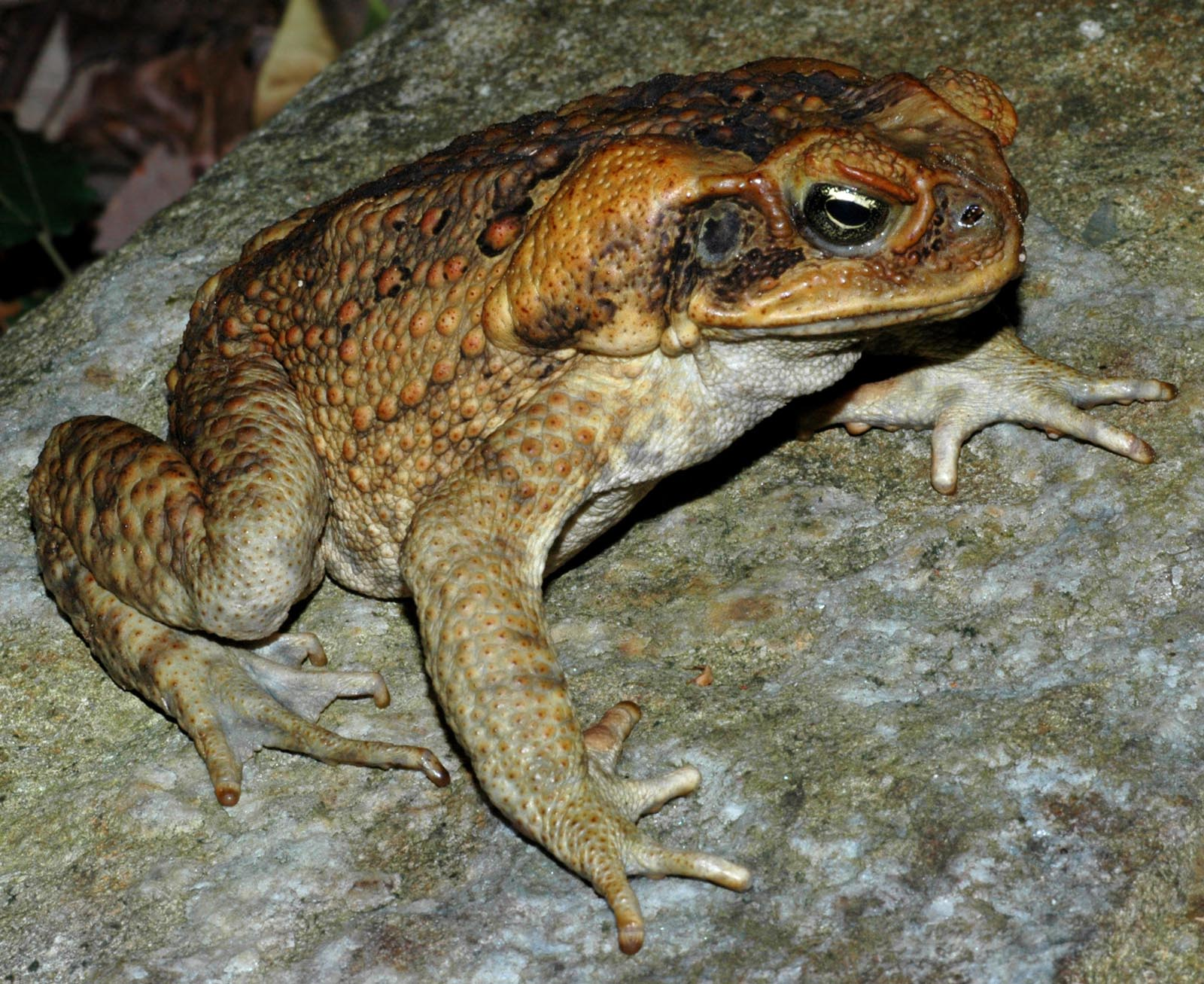
Aga-Kröte
(Rhinella marina)

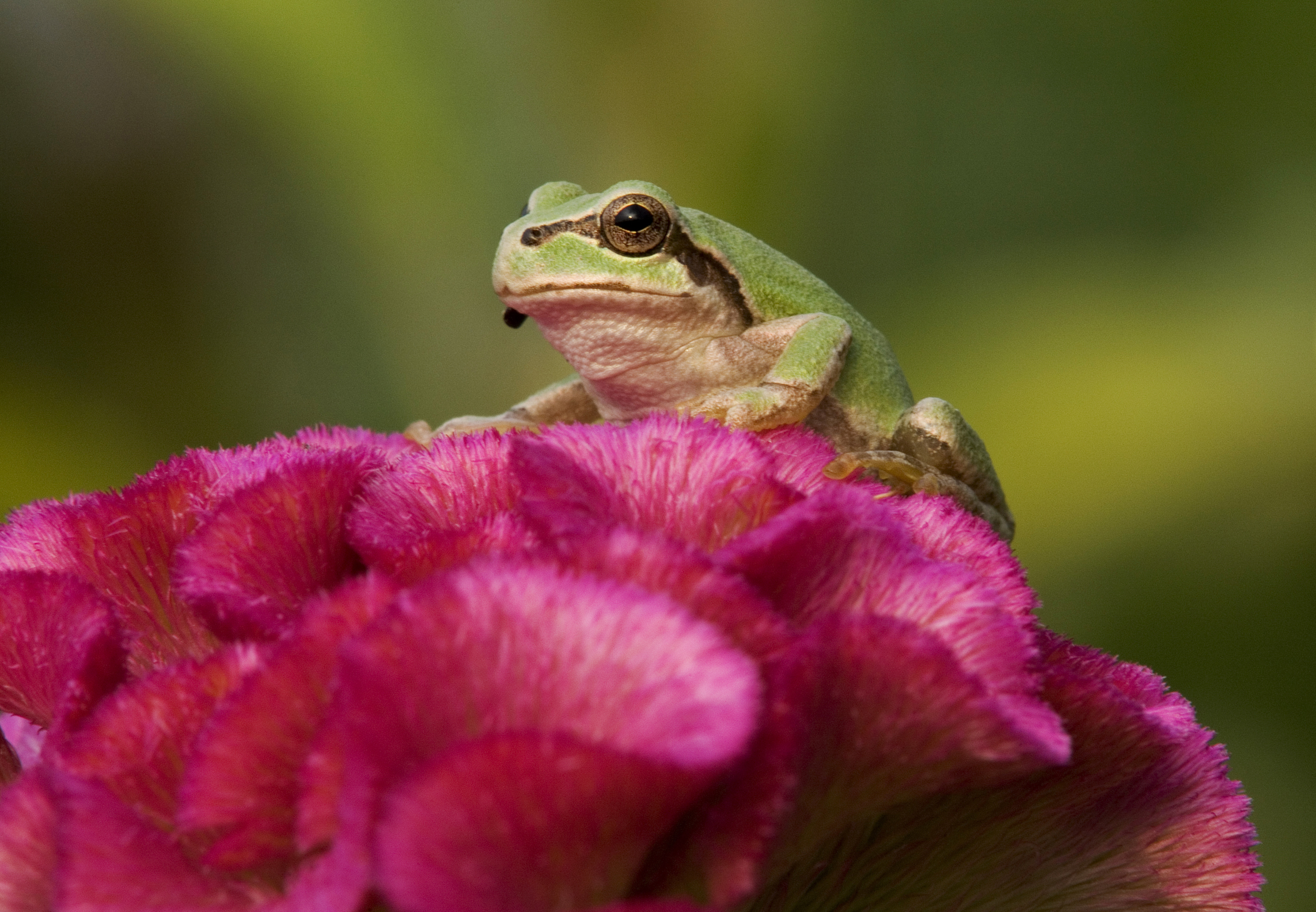
Japanischer Laubfrosch
(Dryophytes japonicus)

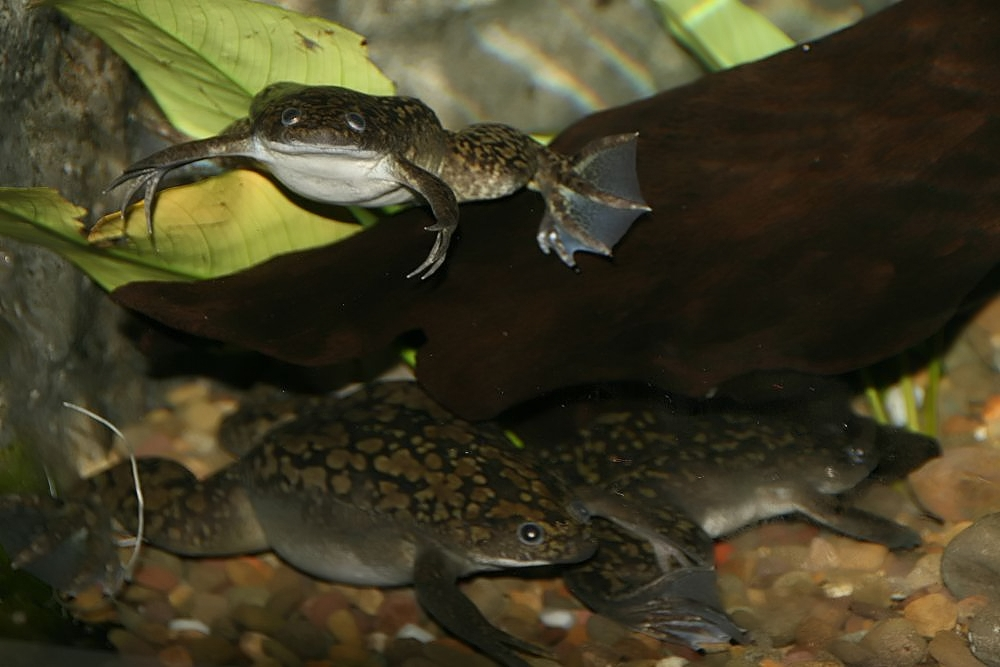
Glatter Krallenfrosch
(Xenopus laevis)

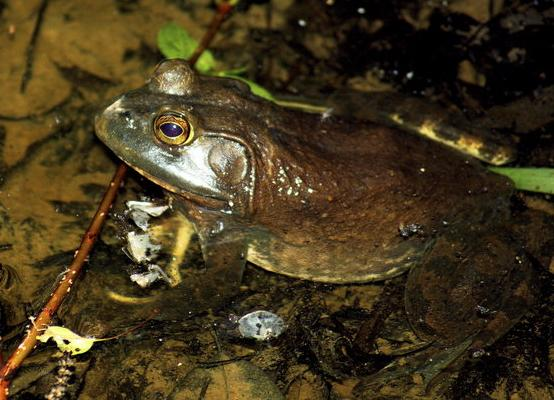
Nordamerikanischer Ochsenfrosch
(Lithobates catesbeianus)

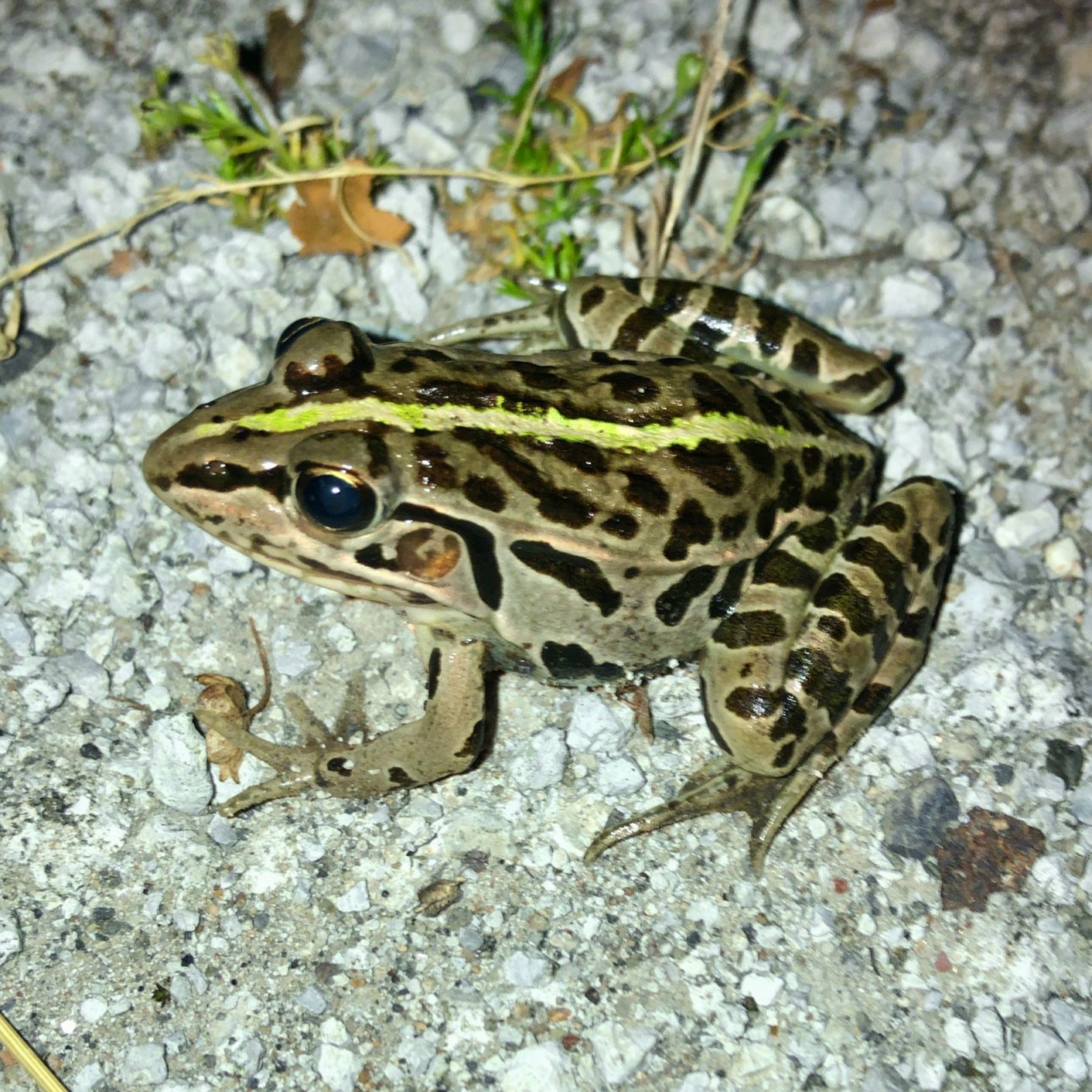
Pelophylax porosus

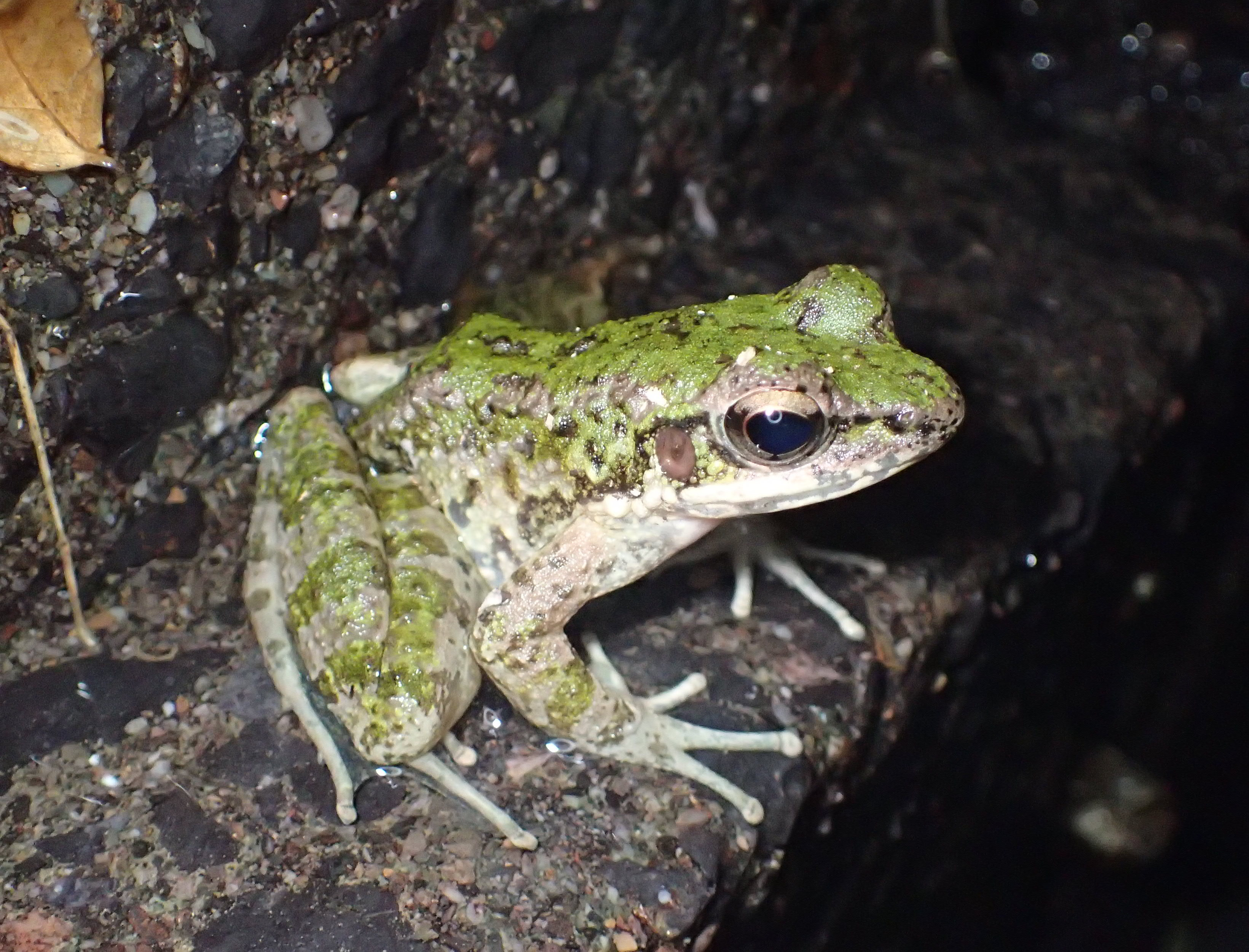
Odorrana amamiensis

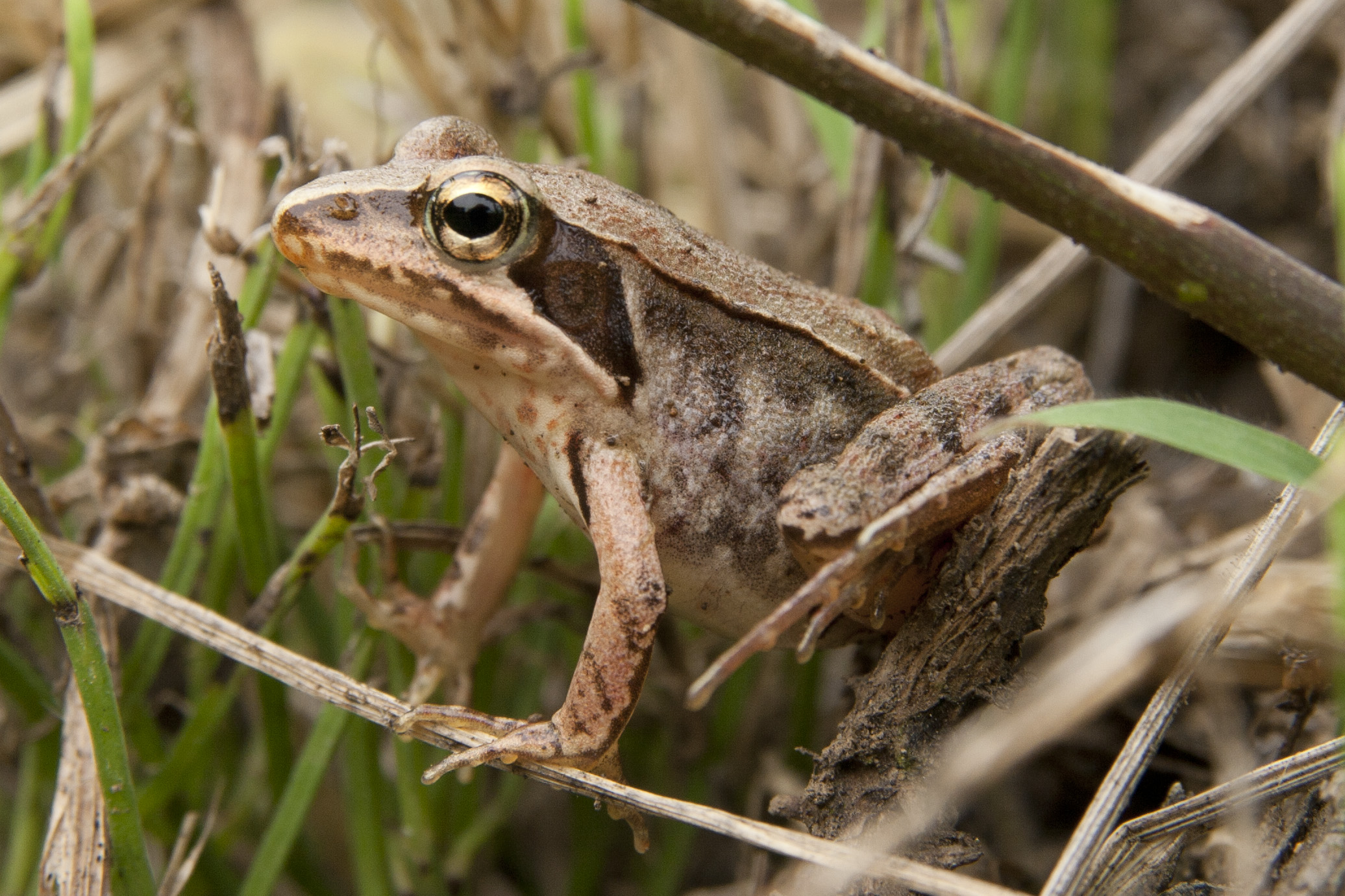
Rana japonica

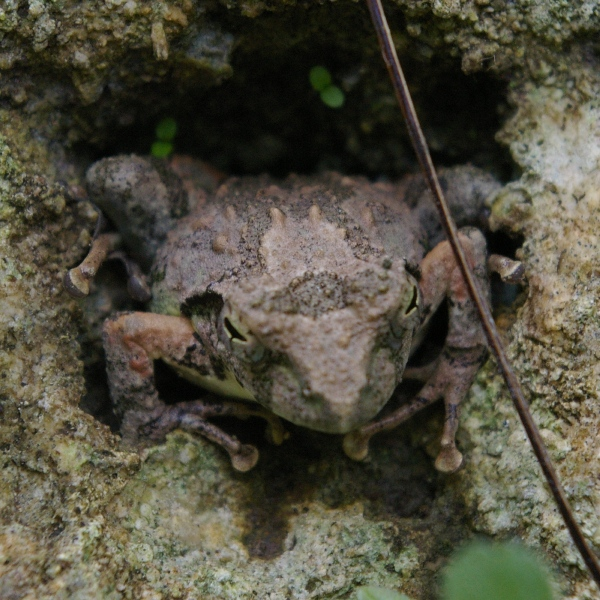
Buergeria japonica

- Familie: Unken und Barbourfrösche (Bombinatoridae) Gray, 1825
  - Gattung: Unken (Bombina) Oken, 1816
    - Chinesische Rotbauchunke (Bombina orientalis) (Boulenger, 1890)
- Familie: Kröten (Bufonidae) Gray, 1825
  - Gattung: Echte Kröten (Bufo) Garsault, 1764
    - Bufo gargarizans Cantor, 1842
    - Japanische Erdkröte (Bufo japonicus) Temminck und Schlegel, 1838
    - Bufo torrenticola Matsui, 1976
    - Bufo formosus Matsui, 1976

  - Gattung: Rhinella Fitzinger, 1826
    - Aga-Kröte (Rhinella marina) (Linnaeus, 1758) – invasive Art
- Familie: Dicroglossidae Anderson, 1871
  - Unterfamilie: Dicroglossinae Anderson, 1871
    - Gattung: Fejervarya Bolkay, 1915
      - Fejervarya kawamurai Tjong, Matsui, Kuramoto, Nishioka, und Sumida, 2011
      - Fejervarya sakishimensis Matsui, Toda, und Ota, 2008

    - Gattung: Limnonectes Fitzinger, 1843
      - Limnonectes namiyei (Stejneger, 1901)
- Familie: Laubfrösche (Hylidae) Rafinesque, 1815
  - Unterfamilie: Hylinae Rafinesque, 1815
    - Gattung: Dryophytes Fitzinger, 1843
      - Japanischer Laubfrosch (Dryophytes japonicus) (Günther, 1859)

    - Gattung: Laubfrösche (Hyla) Laurenti, 1768
      - Hyla hallowellii Thompson, 1912
- Familie: Engmaulfrösche (Microhylidae) Günther, 1858 (1843)
  - Unterfamilie: Microhylinae Günther, 1858 (1843)
    - Gattung: Microhyla Tschudi, 1838
      - Microhyla kuramotoi Matsui und Tominaga, 2020
      - Microhyla okinavensis Stejneger, 1901
- Familie: Zungenlose (Pipidae) Gray, 1825
  - Unterfamilie: Dactylethrinae
    - Gattung: Krallenfrösche (Xenopus) Wagler, 1827
      - Glatter Krallenfrosch (Xenopus laevis) (Daudin, 1802) – eingeschleppte Art
- Familie: Echte Frösche (Ranidae) Batsch, 1796
  - Gattung:  Babina Thompson, 1912
    - Babina holsti (Boulenger, 1892)
    - Babina subaspera (Barbour, 1908)

  - Gattung: Glandirana Fei, Ye, und Huang, 1990
    - Glandirana rugosa (Temminck und Schlegel, 1838)
    - Glandirana susurra (Sekiya, Miura, und Ogata, 2012)

  - Gattung: Lithobates Fitzinger, 1843
    - Nordamerikanischer Ochsenfrosch (Lithobates catesbeianus) (Shaw, 1802) – invasive Art

  - Gattung: Nidirana Dubois, 1992
    - Nidirana okinavana (Boettger, 1895)

  - Gattung: Odorrana Fei, Ye, und Huang, 1990
    - Odorrana amamiensis (Matsui, 1994)
    - Odorrana ishikawae (Stejneger, 1901)
    - Odorrana narina (Stejneger, 1901)
    - Odorrana splendida Kuramoto, Satou, Oumi, Kurabayashi, und Sumida, 2011
    - Odorrana supranarina (Matsui, 1994)
    - Odorrana utsunomiyaorum (Matsui, 1994)

  - Gattung: Wasserfrösche (Pelophylax) Fitzinger, 1843
    - Pelophylax nigromaculatus (Hallowell, 1861)
    - Pelophylax porosus (Cope, 1868)

  - Gattung: Echte Frösche (Rana) Linnaeus, 1758
    - Dybowskis Frosch (Rana dybowskii) Günther, 1876
    - Rana japonica Boulenger, 1879
    - Rana kobai Matsui, 2011
    - Rana kyoto Eto, Matsui & Sugahara, 2022
    - Rana matsuoi Eto & Matsui, 2023
    - Rana neba Ryuzaki, Hasegawa, und Kuramoto, 2014
    - Rana okiensis Daito, 196
    - Rana ornativentris Werner, 1903
    - Rana pirica Matsui, 1991
    - Rana sakuraii Matsui und Matsui, 1990
    - Rana tagoi Okada, 1928
    - Rana tsushimensis Stejneger, 1907
    - Rana uenoi Matsui, 2014
    - Rana ulma Matsui, 20119
    - Rana yakushimensis Nakatani & Okada, 1966
- Familie: Ruderfrösche (Rhacophoridae) Hoffman, 1932 (1858)
  - Unterfamilie: Buergeriinae Channing, 1989
    - Gattung: Buergeria Tschudi, 1838
      - Buergeria buergeri (Temminck und Schlegel, 1838)
      - Buergeria choui Matsui und Tominaga, 2020
      - Buergeria japonica (Hallowell, 1861)

  - Unterfamilie: Rhacophorinae Hoffman, 1932 (1858)
    - Gattung: Kurixalus Ye, Fei, und Dubois, 1999
      - Kurixalus eiffingeri (Boettger, 1895)

    - Gattung: Polypedates Tschudi, 1838
      - Weißbart-Ruderfrosch (Polypedates leucomystax) (Gravenhorst, 1829) – eingeschleppt, 1964 erstmals beobachtet

    - Gattung: Zhangixalus
      - Zhangixalus amamiensis (Inger, 1947)
      - Zhangixalus arboreus (Okada und Kawano, 1924)
      - Zhangixalus owstoni (Stejneger, 1907)
      - Zhangixalus schlegelii (Günther, 1858)
      - Zhangixalus viridis (Hallowell, 1861)

## Ordnung:Schwanzlurche(Caudata)

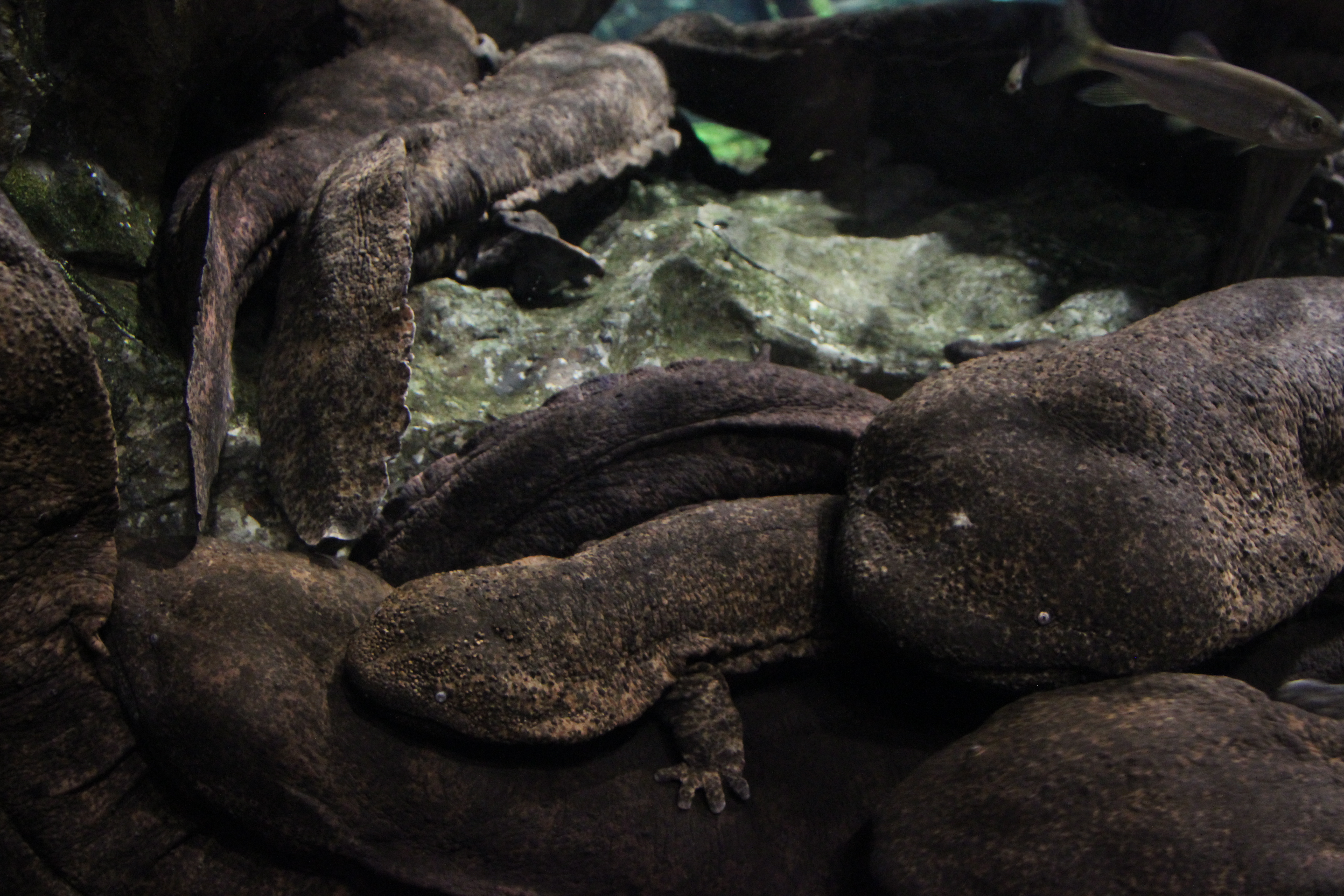
Japanischer Riesensalamander
(Andrias japonicus)

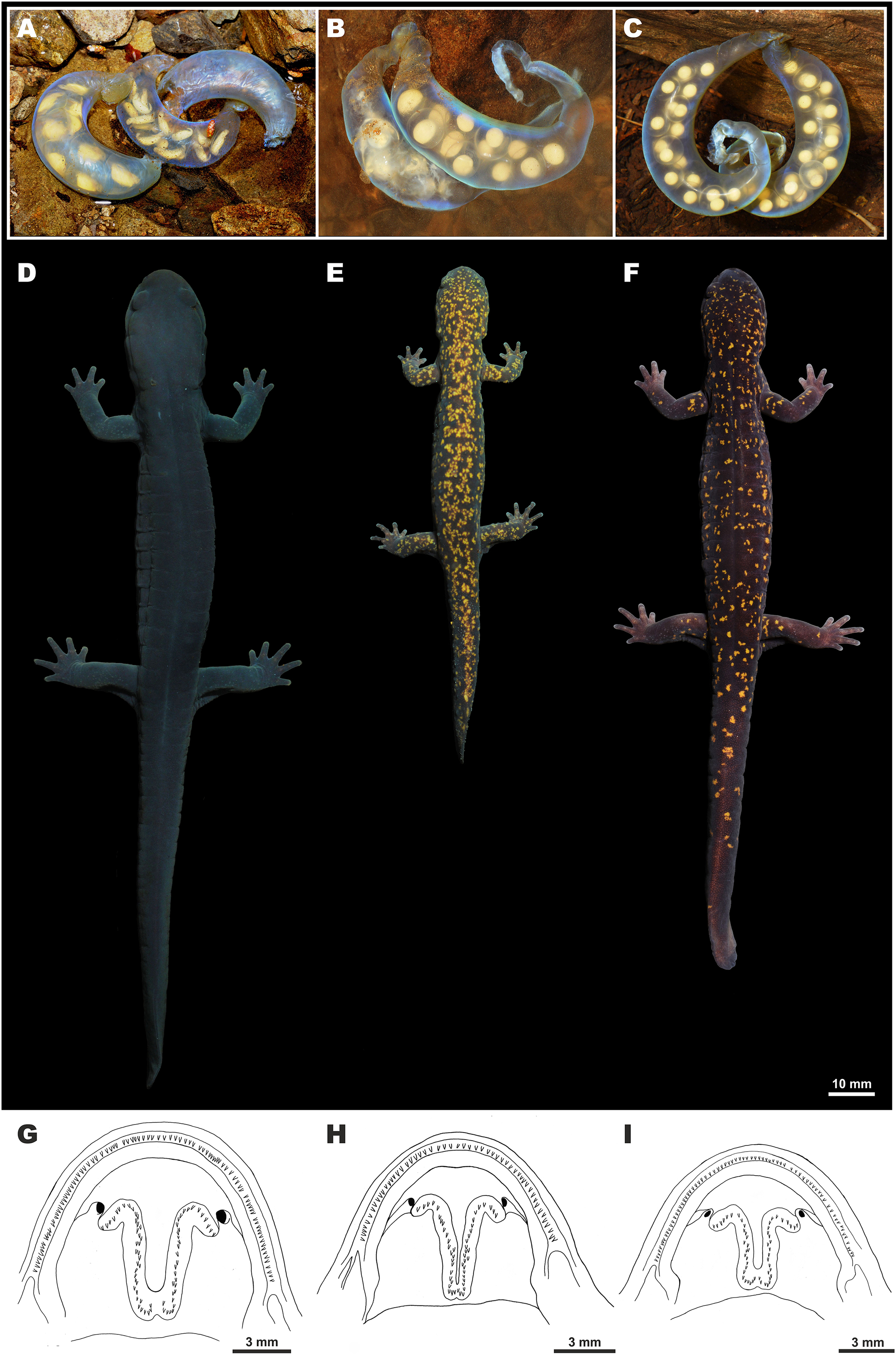
Morphologie-Vergleich der Arten
Hynobius boulengeri (links),
Hynobius kimurae (Mitte) und
Hynobius fossigenus (rechts)

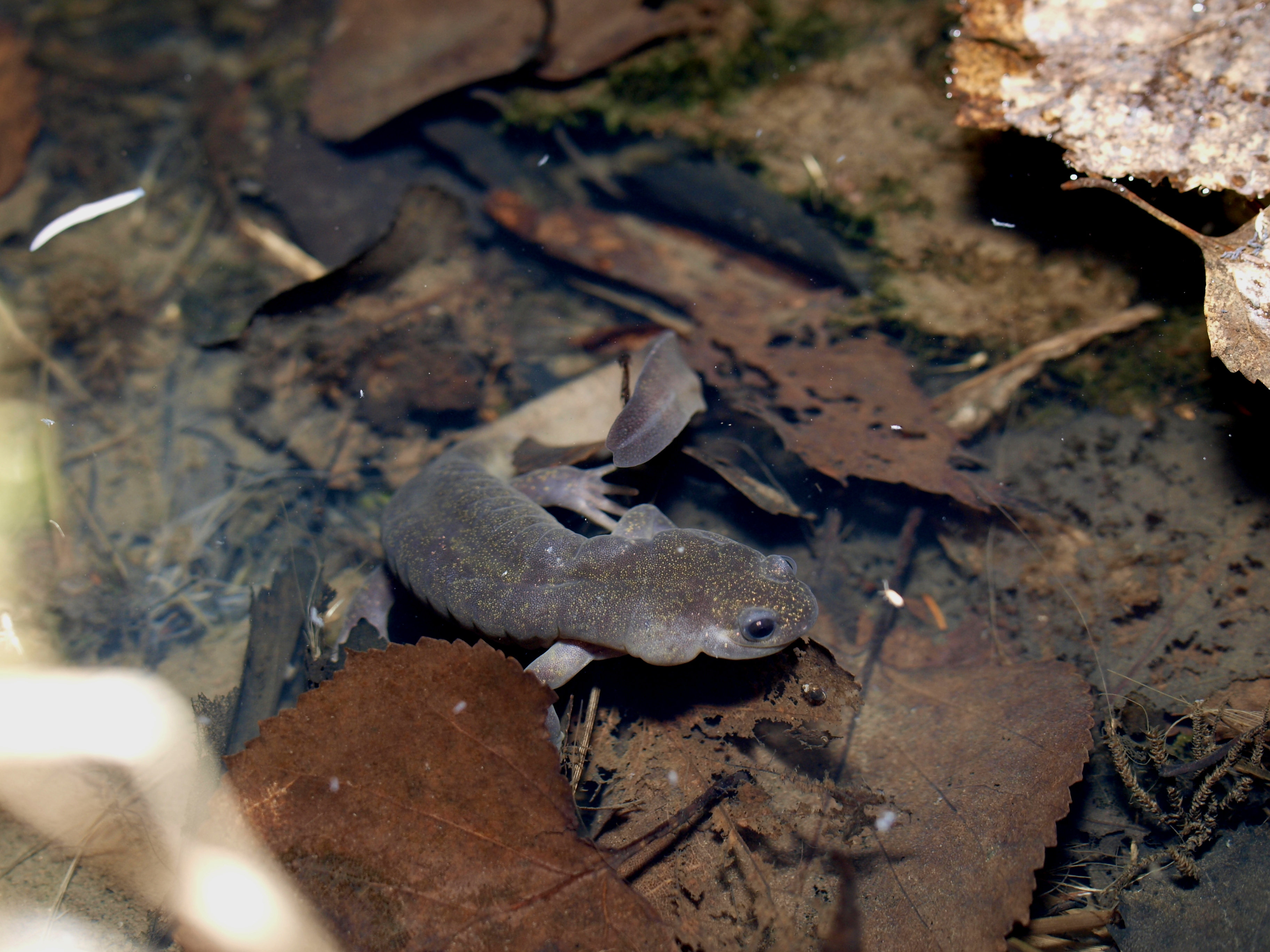
Hynobius retardatus

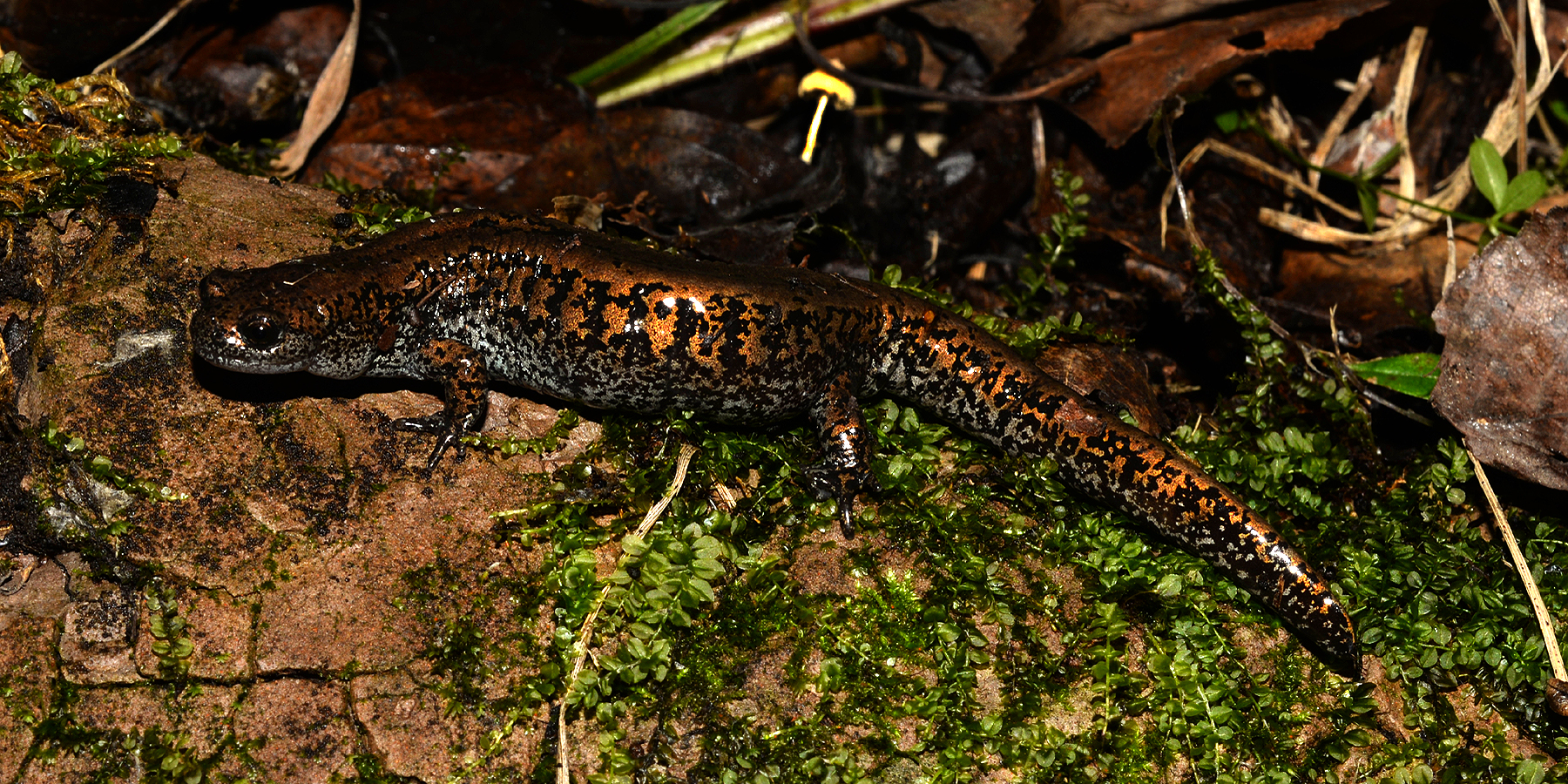
Sibirischer Winkelzahnmolch (Salamandrella keyserlingii)

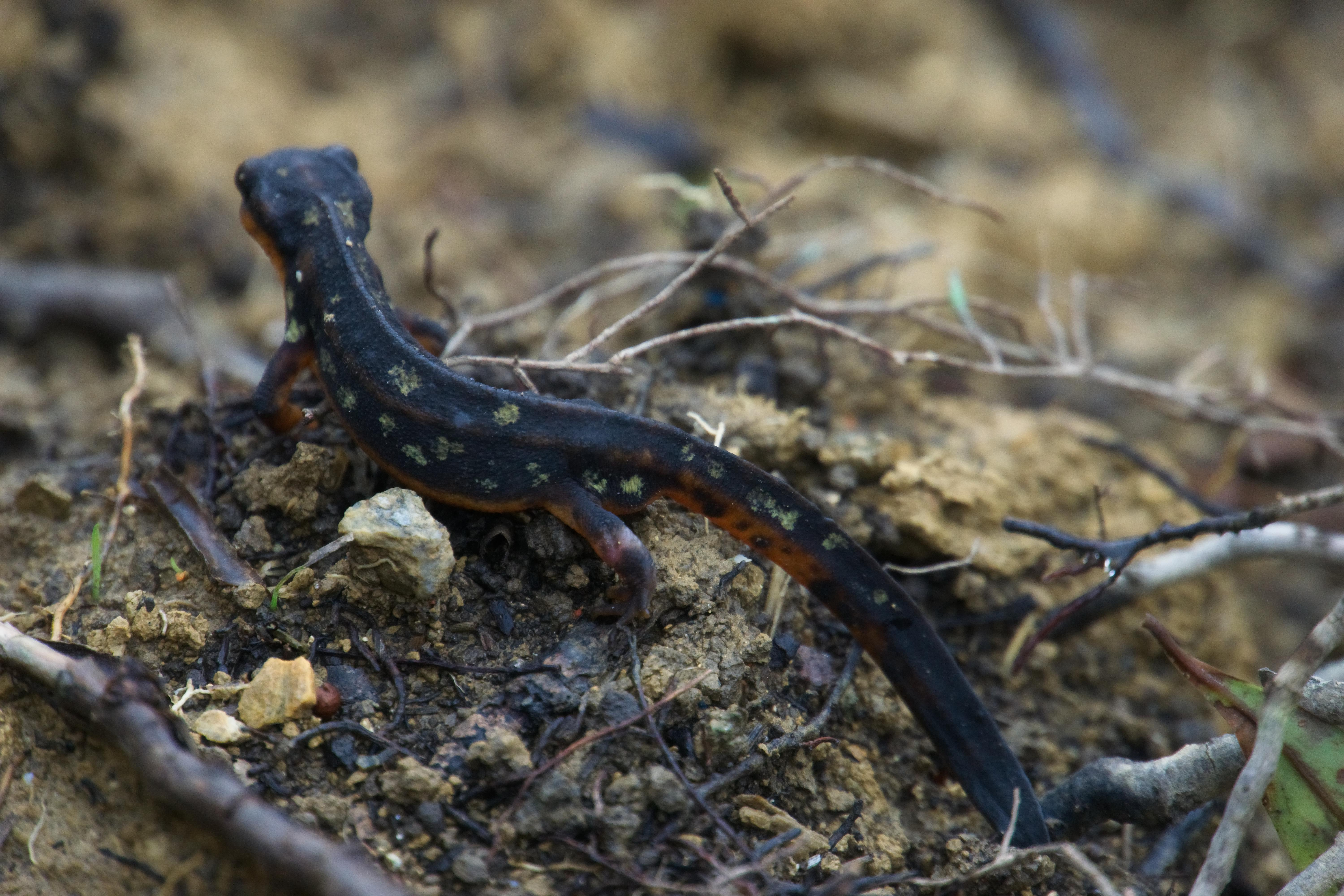
Schwertschwanzmolch
(Cynops ensicauda)

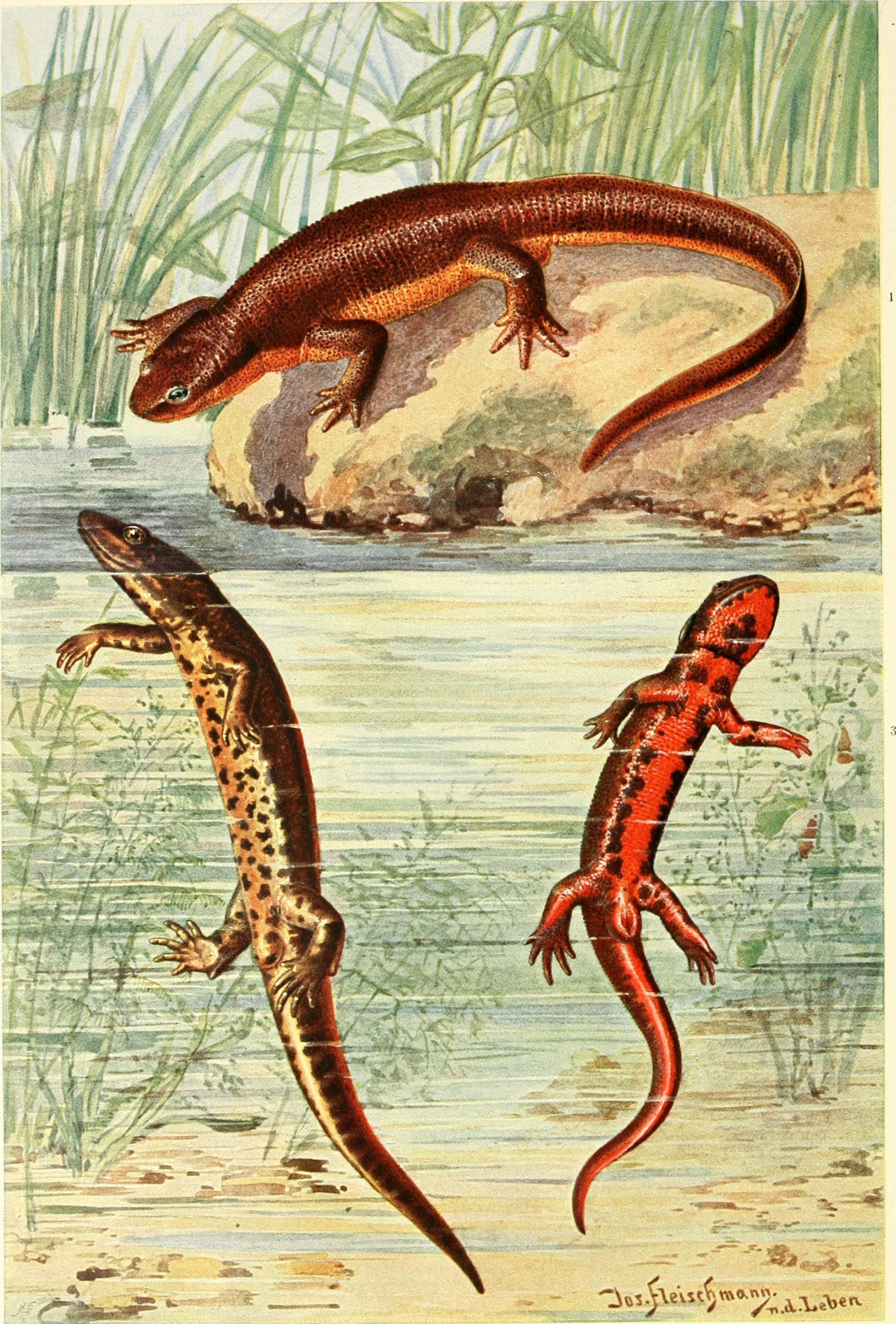
Japanischer Feuerbauchmolch
(Cynops pyrrhogaster)

- Familie: Cryptobranchidae Fitzinger, 1826
  - Gattung: Andrias Tschudi, 1837
    - Japanischer Riesensalamander (Andrias japonicus) (Temminck, 1836)
- Familie: Hynobiidae Cope, 1859 (1856)
  - Unterfamilie: Hynobiinae Cope, 1859
    - Gattung: Hynobius Tschudi, 1838
      - Hynobius abei Sato, 1934
      - Hynobius abuensis Matsui, Okawa, Nishikawa, und Tominaga, 2019
      - Hynobius akiensis Matsui, Okawa, und Nishikawa, 2019
      - Hynobius amakusaensis Nishikawa und Matsui, 2014
      - Hynobius bakan Matsui, Okawa, und Nishikawa, 2019
      - Hynobius boulengeri (Thompson, 1912)
      - Hynobius dunni Tago, 1931
      - Hynobius fossigenus Okamiya, Sugawara, Nagano, und Poyarkov, 2018
      - Hynobius guttatus Tominaga, Matsui, Tanabe, und Nishikawa, 2019
      - Hynobius hidamontanus Matsui, 1987
      - Hynobius hirosei Lantz, 1931
      - Hynobius ikioi Matsui, Nishikawa, und Tominaga, 2017
      - Hynobius iwami Matsui, Okawa, Nishikawa, und Tominaga, 2019
      - Hynobius katoi Matsui, Kokuryo, Misawa, und Nishikawa, 2004
      - Hynobius kimurae Dunn, 1923
      - Hynobius kuishiensis Tominaga, Matsui, Tanabe, und Nishikawa, 2019
      - Hynobius lichenatus Boulenger, 1883
      - Hynobius mikawaensis Matsui, Misawa, Nishikawa, und Shimada, 2017
      - Hynobius naevius (Temminck und Schlegel, 1838)
      - Hynobius nebulosus (Temminck und Schlegel, 1838)
      - Hynobius nigrescens Stejneger, 1907
      - Hynobius okiensis Sato, 1940
      - Hynobius osumiensis Nishikawa und Matsui, 2014
      - Hynobius oyamai Tominaga, Matsui, und Nishikawa, 2019
      - Hynobius retardatus Dunn, 1923
      - Hynobius sematonotos Tominaga, Matsui, und Nishikawa, 2019
      - Hynobius setoi Matsui, Tanabe, und Misawa, 2019
      - Hynobius setouchi Matsui, Okawa, Tanabe, und Misawa, 2019
      - Hynobius shinichisatoi Nishikawa und Matsui, 2014
      - Hynobius stejnegeri Dunn, 1923
      - Hynobius takedai Matsui und Miyazaki, 1984
      - Hynobius tokyoensis Tago, 1931
      - Hynobius tosashimizuensis Sugawara, Watabe, Yoshikawa, und Nagano, 2018
      - Hynobius tsuensis Abé, 1922
      - Hynobius tsurugiensis Tominaga, Matsui, Tanabe, und Nishikawa, 2019
      - Hynobius utsunomiyaorum Matsui und Okawa, 2019
      - Hynobius vandenburghi Dunn, 1923

    - Gattung: Salamandrella Dybowski, 1870
      - Sibirischer Winkelzahnmolch (Salamandrella keyserlingii) Dybowski, 1870

  - Unterfamilie: Onychodactylinae Dubois und Raffaëlli, 2012
    - Gattung: Onychodactylus Tschudi, 1838
      - Onychodactylus fuscus Yoshikawa und Matsui, 2014
      - Onychodactylus intermedius Yoshikawa und Matsui, 2014
      - Onychodactylus japonicus (Houttuyn, 1782)
      - Onychodactylus kinneburi Yoshikawa, Matsui, Tanabe, und Okayama, 2013
      - Onychodactylus nipponoborealis Kuro-o, Poyarkov, und Vieites, 2012
      - Onychodactylus pyrrhonotus Yoshikawa und Matsui, 2022
      - Onychodactylus tsukubaensis Yoshikawa und Matsui, 2013
- Familie: Echte Salamander (Salamandridae) Goldfuss, 1820
  - Unterfamilie: Pleurodelinae Tschudi, 1838
    - Gattung: Feuerbauchmolche (Cynops) Tschudi, 1838
      - Schwertschwanzmolch (Cynops ensicauda) (Hallowell, 1861)
      - Japanischer Feuerbauchmolch (Cynops pyrrhogaster) (Boie, 1826)

    - Gattung: Echinotriton Nussbaum und Brodie, 1982
      - Echinotriton andersoni (Boulenger, 1892)